# Nyctibora princisi
Nyctibora princisi es una especie de cucaracha del género Nyctibora, familia Ectobiidae. Fue descrita científicamente por Bonfils en 1975.
Habita en isla Guadalupe.